# Mordellistena castigata
Mordellistena castigata es una especie de coleóptero de la familia Mordellidae.

## Distribución geográfica
Habita en  Nueva Gales del Sur y Queensland (Australia).